# Pydnai

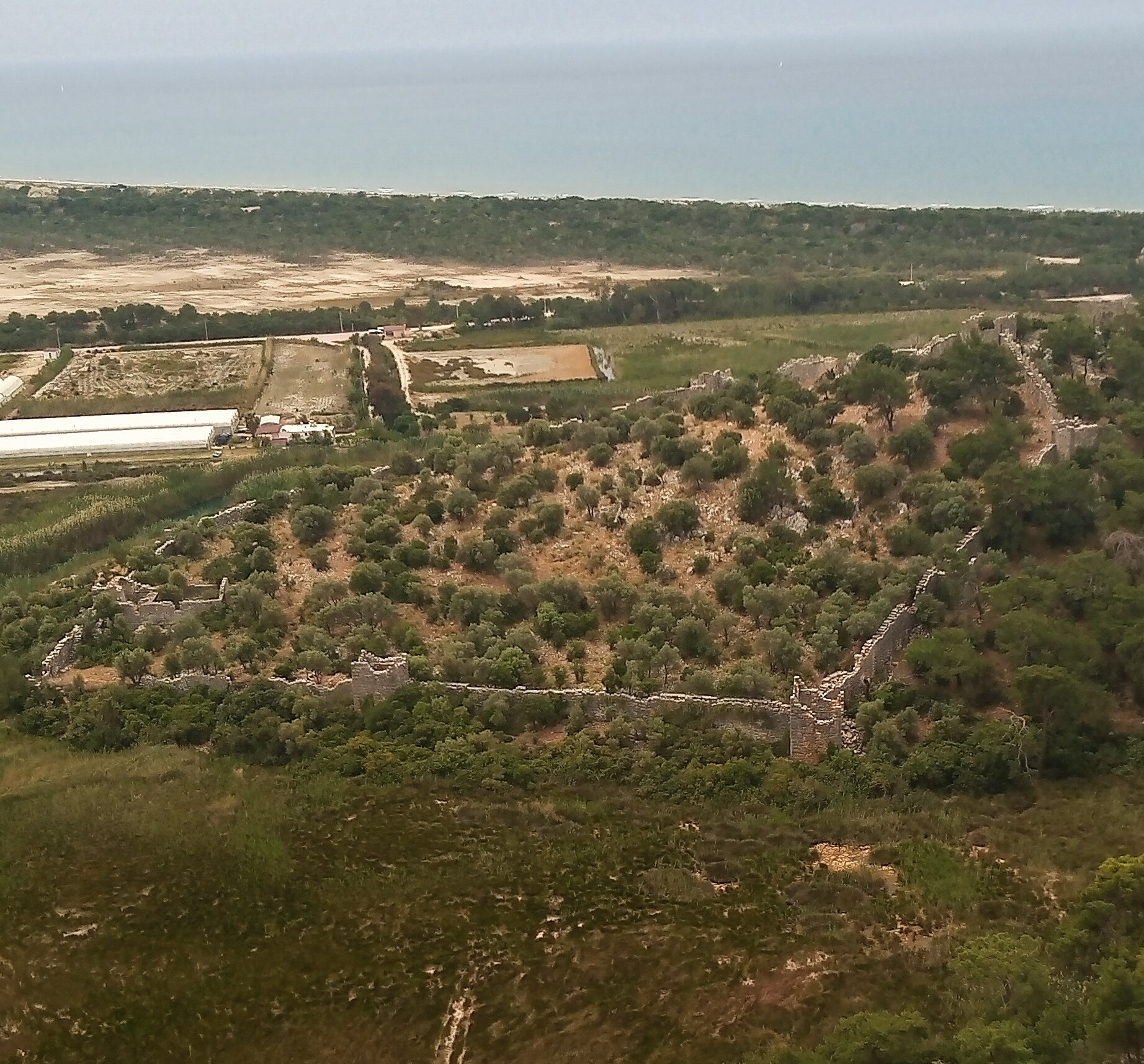
Festung von Pydnai

Lage

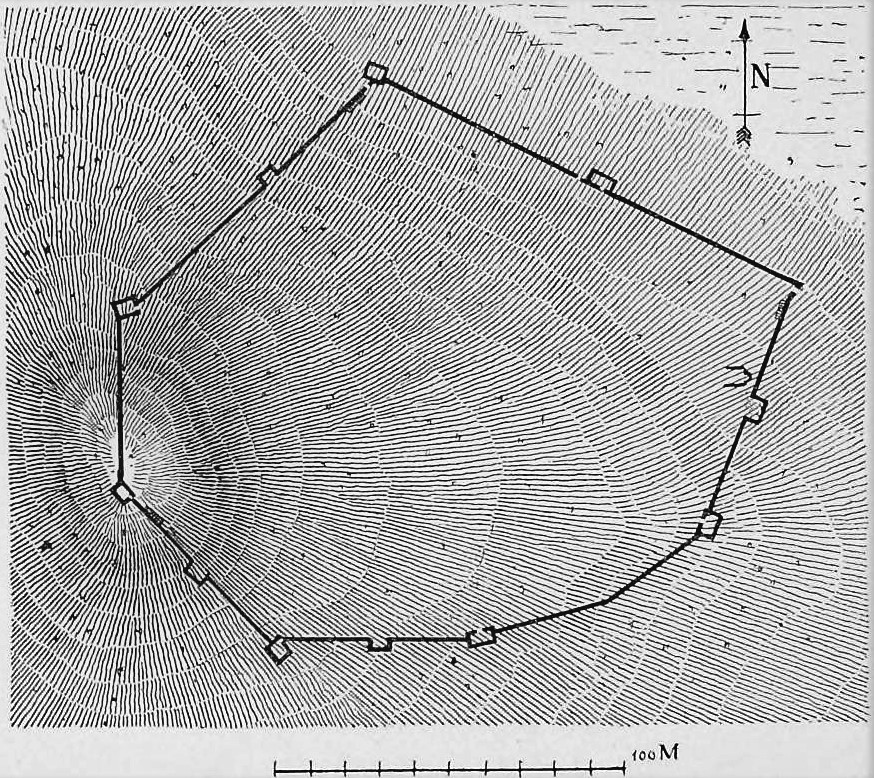
Plan

Pydnai (altgriechisch Πύδναι, auch bekannt unter dem Namen Kydna) ist eine gut erhaltene hellenistische Festung rund 11 km westlich von Xanthos in Lykien in der heutigen Türkei. In der römischen Kaiserzeit ist die Wehranlage, die die Meeresbucht von Xanthos absicherte, offensichtlich nicht genutzt worden. Im Bereich der Anlage gefundene Inschriften stammen jedoch aus dieser Zeit. Intensive Renovierungsmaßnahmen am Mauerwerk sind für die frühbyzantinische Zeit nachweisbar. Aus dieser Zeit stammen auch die Ruinen einer einfachen Pfeilerbasilika innerhalb der Befestigungsmauern. Diese wurde in mittelbyzantinischer Zeit in eine Kreuzkuppelkirche umgebaut.
Die Wehrmauer der Anlage ist als sehr sauber gearbeitetes Polygonalmauerwerk gebildet. Elf Türme und sieben Treppenanlagen sind nachweisbar.